# Platjkovtsi
Platjkovtsi (bulgariska: Плачковци) är ett distrikt i Bulgarien.   Det ligger i kommunen Obsjtina Trjavna och regionen Gabrovo, i den centrala delen av landet, 170 km öster om huvudstaden Sofia.
I omgivningarna runt Platjkovtsi växer i huvudsak lövfällande lövskog. Runt Platjkovtsi är det ganska tätbefolkat, med 120 invånare per kvadratkilometer.